# Langues en Uruguay
La principale langue de l'Uruguay est l'espagnol, parlé par la quasi-totalité de la population. La Constitution ne mentionne cependant pas de langue officielle.
Glottolog liste 8 langues actuellement ou anciennement parlées en Uruguay : le chana (en), le charrua, le guaraní mbyá, le querandí, l'espagnol, le portugais, le yiddish oriental et la langue des signes uruguayenne. Le portugais est beaucoup parlé en seconde langue, surtout le long de la frontière avec le Brésil. Il est enseigné comme matière obligatoire à partir de la 6e depuis 2008. 30% de la population connait le portugais. L'anglais est enseigné à l'université, et c'est la langue la plus utilisée pour les touristes.